# Delitti
Pour plus de détails, voir Fiche technique et Distribution.
Delitti est un giallo italien réalisé et scénarisé par Giovanna Lenzi et Sergio Pastore et sorti en 1987. C'est son premier film en tant que réalisatrice.

## Synopsis
Les tromperies constantes d'une femme, dont le mari est à juste titre jaloux, sont à l'origine d'un certain nombre de meurtres, manifestement commandités par la même personne et selon la même méthode originale.
La femme, à l'origine de tout cela, ne s'arrête même pas à l'inspecteur chargé de l'enquête, l'entraînant dans une sombre affaire.

## Fiche technique
- Titre original italien  : Delitti[1]
- Réalisateur : Giovanna Lenzi, supervisé par Sergio Pastore
- Scénario : Giovanna Lenzi
- Photographie : Domenico Paolercio
- Montage : Gianfranco Amicucci
- Musique : Guido et Maurizio De Angelis
- Décors : Valentino Grimaldi
- Société de production : Il Mezzogiorno Nuovo d’Italia, Casual Film
- Pays de production :  Italie
- Langue originale : italien
- Format : Couleurs
- Durée : 100 minutes
- Genre : Giallo
- Dates de sortie :
  - Italie : 19 juin 1987

## Distribution
- Saverio Vallone (it) : Bob Rawling
- Michela Miti : Betty
- Giovanna Lenzi (sous le nom de « Jeannette Len ») : Julie Garrett
- Giorgio Ardisson : Chef de la police
- Linda Christian : présentatrice
- Laura Troschel : Mirta Francis
- Gianni Dei : Harry Francis
- Tony Valente : Inspecteur Sanders
- Deborah Ergas : Susan
- Sacha M. Darwin : Mme Sanders
- Solvi Stübing : Harriet Anderson